# 朝倉村 (秋田県)
朝倉村（あさくらむら）は秋田県平鹿郡にあった村。現在の横手市中心部に北接する区域にあたる。

## 地理
- 山：片倉山
- 河川：横手川

## 歴史
- 1889年（明治22年）4月1日 - 町村制の施行により、睦成村、静町村、杉目村、杉沢村、八幡村の区域をもって発足。
- 1933年（昭和8年）4月15日 - 横手町に編入。同日朝倉村廃止。

## 交通

### 鉄道路線
村域を奥羽本線が通過したが、駅は所在しなかった。

### 道路
- 羽州街道（現・国道13号）